# Grand Cayman
Grand Cayman är den största av Caymanöarna med en yta på cirka 196 km². I öns västra ände ligger Caymanöarnas huvudstad och största hamn, George Town. Antalet invånare var 47 300 år 2004.